# Tatort: Hinter dem Spiegel
Hinter dem Spiegel ist ein Fernsehfilm aus der Fernseh-Kriminalreihe Tatort der ARD, des ORF und des SRF und der zweite Fall der von Margarita Broich und Wolfram Koch dargestellten Frankfurter Ermittler Janneke und Brix. Der vom Hessischen Rundfunk unter der Regie von Sebastian Marka produzierte Beitrag ist die 955. Tatort-Folge. Sie wurde am 13. September 2015 im Programm der ARD Das Erste erstmals ausgestrahlt. Die Haupt-Gaststars dieser Folge sind Justus von Dohnányi, Dominique Horwitz und Henning Peker.

## Handlung
Der Frankfurter Ermittler Paul Brix ist bis zur endgültigen Klärung seines Einsatzes mit der Schusswaffe nur für den Innendienst eingeteilt. Kommissarin Anna Janneke ermittelt daher allein im Todesfall des Politikers und Lobbyisten Joachim Lindner, der sich in seiner Wohnung selbst erhängt zu haben scheint. Janneke hat leichte Zweifel an einem Suizid, denn Lindner hatte noch einige Termine vereinbart, was für einen Suizidanten untypisch ist. Während sie darüber auf dem Präsidium mit Brix spricht, erhält dieser Besuch von Simon Finger, einem Kollegen seiner letzten Dienststelle. Brix scheint nicht erfreut über den Besuch Fingers, der ihn um einen Gefallen bitten will. Ehe er ihm aber noch Näheres mitteilen kann, ist er spurlos verschwunden.
Finger war durch seine Arbeit bei der „Sitte“ häufig mit Leuten der russischen Mafia zusammengekommen und hatte sich mit ihr auf Geschäfte eingelassen. Mit ihm gemeinsam steckt auch Wolfgang Preiss vom Sittendezernat des PK5 in diesen krummen Geschäften. Als Finger sich Preiss gegenüber dahingehend äußert, den Russen bei ihrem letzten Geschäft zwar das Geld abgenommen, ihnen aber nicht die Ware ausgehändigt zu haben, greift Preiss zu Fingers Dienstwaffe und erschießt ihn während ihrer Fahrt im Auto.
Als der Wagen zufällig von Patty Schneider gefunden wird, liegt Fingers Leiche im Kofferraum. Schneider findet Fingers Dienstausweis und nimmt ihn an sich, da ihm auffällt, dass das Opfer ihm sehr ähnelt. Mit angepasster Frisur erscheint er in einem Spielclub und bittet um einen Kredit. Er ahnt nicht, dass er durch diese Aktion in höchster Gefahr schwebt.
Janneke ist nicht verborgen geblieben, dass ihr Brix etwas verheimlicht. Sie forscht an seiner alten Arbeitsstelle nach und befragt Wolfgang Preiss. Dieser nutzt seine Chance und bezichtigt Brix und Finger, krumme Geschäfte gemacht zu haben. Daraufhin stellt Janneke ihren Kollegen zur Rede, der sich ihr nun anvertraut. Er weiß von Finger, dass die Russen-Mafia hinter ihm her war, weshalb er ihm ja helfen sollte. Somit kristallisiert sich heraus, dass die Kommissare bis zu Ilja Yusov, dem Kopf der Mafia, vordringen müssen, wenn sie herausfinden wollen, wer hinter Finger her ist und warum. Das gelingt dem Gespann auch, wobei klar wird, dass weniger Ilja Yusov die Geschäfte führt, sondern dessen Tochter Elena. Sie bringen auch in Erfahrung, dass die Russenmafia nicht hinter Fingers Verschwinden steckt. Da sich am nächsten Tag Patty Schneider freiwillig bei der Polizei meldet und seine Aktion aufklärt, besteht kein Zweifel daran, dass Finger tot ist. Nachdem Brix herausgefunden hat, dass Janneke heimlich mit Preiss Kontakt aufgenommen hatte und dass dieser jegliche Mittäterschaft auf Brix lenken wollte, hält er es für möglich, dass Preiss der Mörder von Finger ist. Janneke wird dieses Hin und Her zu viel, und so bringt sie die beiden Kontrahenten zusammen, damit sie die Angelegenheit unter sich klären. Sogleich will Preiss den Verdacht auf Thomas Berger lenken, einen Beamten der Abteilung für organisiertes Verbrechen. Brix macht sich mit Preiss gemeinsam auf die Suche nach Berger und Preiss nutzt die Situation aus und erschießt Berger mit Brix’ Waffe, um auch diesen Mord seinem Kollegen zuzuschieben.
Janneke hat inzwischen einen weiteren vorgetäuschten Suizid zu klären. Nach der kriminaltechnischen Untersuchung steht fest, dass der Banker ermordet wurde und Janneke sucht nach Zusammenhängen zwischen Lindner und Stefan Mann, dem neuen Opfer. Offensichtlich geht es um ein großes Bauprojekt, in das beide involviert waren. Der Hauptinvestor ist eine russische Gesellschaft, deren Vorsitz Elena Yusov hat, sodass Janneke klar ist, dass diese neue Freizeitanlage der Geldwäsche dienen soll. Brix kommt hinzu und berichtet von Beweismaterial, das er von Berger habe. In dem Moment meldet sich Preiss telefonisch, um Janneke zu erklären, dass Brix Berger erschossen habe. Wieder steht ein Wort gegen das andere, aber die Kommissarin ist sich sicher, dass sie ihrem Kollegen vertrauen kann. Er hat ihr schließlich die Beweise gegen Finger und die Russen-Mafia mitgebracht. Doch auch diese will, dass die Wahrheit nicht ans Licht kommt, und schickt einen Auftragskiller zu Brix. Der Auftragskiller rechnet jedoch nicht mit der Anwesenheit von Janneke und kann von ihr festgenommen werden. Der Abgleich von DNA-Spuren beweist, dass er auch der Mörder von Lindner und Stefan Mann ist. Preiss, der gerade dabei ist, sich abzusetzen, wird von Janneke zu einem Treffpunkt gelockt. Er tappt in die ihm gestellte Falle, verrät sich und kann festgenommen werden.

## Produktion

### Produktionsnotizen, Drehorte
Die Folge wurde an 23 Drehtagen zwischen dem 30. September 2014 und dem 3. November 2014 an verschiedenen Orten in und um Frankfurt am Main gedreht. Das konspirative Treffen wurde auf der Zeppelinstraße, der Zufahrt zum Kronenhof in Bad Homburg gedreht. Aufnahmen mit Wolfram Koch als Paul Brix entstanden in der Terminus Klause an der Moselstraße im Frankfurter Bahnhofsviertel, wo bereits für vorherige Tatorte gedreht worden war. Der Rockertreff wurde in einem Imbiss an der Strahlenberger Straße in Offenbach am Main inszeniert. Brix’ ehemaliger Arbeitsplatz bei der Sitte des 5. Polizeireviers wurde am Dintherhaus in der Niddastraße in Frankfurt in Szene gesetzt. Für die Aufnahmen, die im Stripclub Rough Diamond spielen, wurden Räumlichkeiten des Golden Gate an der Moselstraße in Frankfurt verwendet. Das Wohnhaus für die Aufnahmen, die Brix’ und Fannys gemeinsames Haus darstellen, ist die Villa Stoll an der Frankfurter Straße in Ober-Mörlen. Das Polizeirevier wurde für die Dreharbeiten in einem leerstehenden Gebäude an der Adam-Opel-Straße in Frankfurt eingerichtet, das ehemals die Konzernzentrale des Versandhandels Neckermann beheimatete. Die Szenen, die den Freizeitpark in Frankfurt-Niederrad zeigen, wurden in Bergen-Enkheim an der Borsigallee gedreht, das dortige Einkaufszentrum Hessen-Center aus den Aufnahmen entfernt und durch den imaginären Park Funcity ersetzt. Sylvie Finger versteckt sich im „Motel am Dornbusch“ vor der Russenmafia, das sich an der Eschersheimer Landstraße in Frankfurt befindet. Der Schrottplatz, der in der Folge zu sehen ist, befindet sich an der Holzheimer Straße in Langgöns bei Gießen. Der Parkplatz unter der Brücke, der für die Inszenierung des Showdowns gewählt worden ist, befindet sich an der Kaiserleistraße in Offenbach am Main.

### Hintergrund
Der Titel nennt das Versteck der Waffe in Brix’ Badezimmer, mit der Simon Finger einst Paul Brix vor einem Angriff durch einen von Fannys Freiern gerettet hatte, bevor Brix sie später gegen ein junges Mädchen richtete und schließlich Thomas Berger von Wolfgang Preiss erschossen wurde.

### Musik
Im Vorspann ist der Musiktitel Skytoucher von The Glitch Mob zu hören. Aus dem Autoradio des Abschleppwagens, der den Wagen von Simon Finger zum Schrottplatz bringt, tönt Hello?! von Overground aus dem Jahr 2003. In der Imbissbude läuft Atemlos durch die Nacht von Helene Fischer aus dem Jahr 2013. Die beiden Rocker von den Stingers fahren zu den Klängen von Synchronous von Jeffrey Koepper aus dem Jahr 2008 in die Spielhalle, um Simon Finger bei der Russenmafia abzuliefern. Die Szene, in der Anna Janneke das 5. Polizeirevier überwacht, ist mit Vision Revelations von DJ Skull aus dem Jahr 1996 untermalt. Der Besuch von Paul Brix im Bordell Diamond ist mit Turnover von Night Tamboo Music aus dem Jahr 2011 unterlegt. Brix hört nach dem Tod von Thomas Berger in seinem Badezimmer den Titel Rocket Man von Elton John aus dem Jahr 1972. Bei der Verhaftung von Wolfgang Preiss durch Paul Brix ist Watching The Detectives von Elvis Costello aus dem Jahr 1978 zu hören.
Die Audiodeskription zum Film wurde vom HR selbst produziert. Sprecher ist Peter Veit.

## Rezeption

### Einschaltquote
Bei seiner Erstausstrahlung am 13. September 2015 wurde die Folge Hinter dem Spiegel in Deutschland von 8,74 Millionen Zuschauer gesehen, was einem Marktanteil von 26,0 Prozent entsprach.

### Kritik
Rainer Tittelbach von tittelbach.tv schreibt: „Die Stärke dieses komplexen, top gespielten, äußerst spannenden Krimi-Thrillers liegt in seiner hohen Fiktionalität.“ Weiterhin findet er, es „werden nicht nur die Konventionen des TV-Krimis erst einmal hinterfragt, sondern es werden auch die neuen Kommissare samt ihrem Chef, der sich als loyal entpuppt, auf ihre moralische Integrität hin abgeklopft. Dadurch lernt sich das Team ‚grundsätzlicher‘ kennen, wächst geradezu existentiell zusammen, und es ermöglicht dem Zuschauer sinnliche Einblicke und Einsichten, die tiefer sind, als wenn sie nur mittels Figurenlegende und Backstory behauptet wären.“
Focus.de ist der Meinung: „Ein wirklich sehenswerter, dicht gestrickter Fall, der immer wieder von temporeichen zu ruhigeren Momenten wechselt, mit Kommissaren, die das Potential haben, zum persönlichen Lieblingsteam der Zuschauer zu werden.“
Christian Buß von Spiegel Online kommt zu dem Urteil: „Der retrofuturistische Achtziger-Synthiesoundtrack, die launigen Siebziger-Zooms und der lustvoll in Szene gesetzte Retrorotlichtkosmos, das alles verweist auf eine längst untergegangene Welt. Die jungen Wilden Yesilkaya und Marka bauen sie einerseits mit heiligem Ernst wieder auf, brechen sie andererseits im rechten Moment ironisch.“
Die Kritiker der Fernsehzeitschrift TV Spielfilm zeigen mit dem Daumen nach oben und loben Regisseur Sebastian Marka, der „gekonnt mit den Konventionen des Genres [spielt] und Sinn für Ironie [beweist]“. Das Remümee lautet: „Komplexer Fall um Loyalität und Vertrauen.“
Lars-Christian Daniels von Filmstarts lobt außerdem den „visuell herausragenden Vorspann“ der Titeldesignerin Saskia Marka, „bei dem die typischen Stimmungsbilder der „Tatort“-Stadt durch eine symmetrische Spiegelung in der Bildmitte verfremdet werden...“

### Auszeichnung
Beim Festival des deutschen Films wurde Regisseur Sebastian Marka in der Kategorie Kriminell gut nominiert.